# Florida Complex League
Florida Complex League (FCL) är en professionell basebolliga. Den är en farmarliga till Major League Baseball (MLB), på den femte och lägsta nivån (Rookie) inom Minor League Baseball (MiLB).
Ligan består av 16 klubbar, vilka ligger i Florida. Klubbarna i ligan är inte uppkallade efter staden de spelar i utan namnet består av moderklubbens smeknamn föregått av prefixet "FCL" eller "Florida Complex League". I de fall samma moderklubb har mer än en klubb i ligan lägger man till ett suffix som ofta är en färg, till exempel "Blue" eller "Orange". Alla klubbarna i ligan använder samma arena som respektive moderklubb använder under försäsongsträningen (spring training) eller en närliggande träningsplan. Några av klubbarna delar arena med moderklubbens högre farmarklubb i Florida State League (Single-A). Rookie-ligorna är numera de enda ligorna i MiLB som spelar en förkortad säsong och även de enda ligorna där klubbar i MLB kan ha mer än en farmarklubb.
Den mest framgångsrika klubben genom tiderna är FCL Yankees med 13 ligatitlar.

## Historia
Ligan grundades 1964, och samma år spelades den första säsongen. Då hette ligan Sarasota Rookie League och bestod av fyra klubbar, vilka alla var från Sarasota på Floridas västkust. Bakgrunden till att ligan bildades var den kraftiga nedgången i antalet klubbar i MiLB under 1950- och 1960-talen. Klubbarna i MLB var i behov av en liga där de kunde placera de allra yngsta och mest oerfarna spelarna, sådana som precis gått ut high school eller spelare i samma ålder från Latinamerika. Även Vietnamkriget spelade in. Eftersom man kunde slippa att bli inkallad till kriget om man studerade blev draftade spelare uppmuntrade av sina klubbar att fortsätta sina studier och spela baseboll under sommarlovet. Den nya ligan uppfyllde dessa behov med sitt korta spelschema, som under den första säsongen varade från den 1 juli till den 31 augusti. Att klubbarna i ligan placerades i just Sarasota berodde på att det var där som Chicago White Sox hade sin försäsongsträning och den klubbens ägare Arthur Allyn var initiativtagare till att bilda ligan. Samtidigt med Sarasota Rookie League bildades Cocoa Rookie League med klubbar i Cocoa på Floridas östkust.
Till ligans andra säsong tillkom två klubbar i närbelägna Bradenton och ligan bytte namn till Florida Rookie League. Även detta namn varade bara en säsong och ligan antog namnet Gulf Coast League 1966, uppkallad efter USA:s gulfkust. Antalet klubbar i ligan varierade från säsong till säsong, men hade ökat till tio 1980 och till tolv året efter. 1989 uppnåddes för första gången 14 klubbar och sex år senare 16 klubbar. På 1990-talet fick ligan för första gången klubbar på Floridas östkust. 2018 hade ligan svällt till 18 klubbar.
Hela 2020 års säsong av MiLB, inklusive Gulf Coast League, ställdes in på grund av covid-19-pandemin. I februari 2021 genomförde MLB en stor omorganisation av MiLB som bland annat innebar att de gamla liganamnen ersattes av nya. För Gulf Coast Leagues del innebar omorganisationen att ligan fick namnet Florida Complex League.

## Klubbar
Florida Complex League består av 16 klubbar, som är indelade i tre divisioner:
| Klubb             | Stad                | Moderklubb            |
| East Division     | East Division       | East Division         |
| ----------------- | ------------------- | --------------------- |
| FCL Astros Blue   | West Palm Beach, FL | Houston Astros        |
| FCL Astros Orange | West Palm Beach, FL | Houston Astros        |
| FCL Cardinals     | Jupiter, FL         | St. Louis Cardinals   |
| FCL Marlins       | Jupiter, FL         | Miami Marlins         |
| FCL Mets          | Port St. Lucie, FL  | New York Mets         |
| FCL Nationals     | West Palm Beach, FL | Washington Nationals  |
| North Division    |                     |                       |
| FCL Blue Jays     | Dunedin, FL         | Toronto Blue Jays     |
| FCL Phillies      | Clearwater, FL      | Philadelphia Phillies |
| FCL Tigers        | Lakeland, FL        | Detroit Tigers        |
| FCL Yankees       | Tampa, FL           | New York Yankees      |
| South Division    |                     |                       |
| FCL Braves        | North Port, FL      | Atlanta Braves        |
| FCL Orioles       | Sarasota, FL        | Baltimore Orioles     |
| FCL Pirates       | Bradenton, FL       | Pittsburgh Pirates    |
| FCL Rays          | Port Charlotte, FL  | Tampa Bay Rays        |
| FCL Red Sox       | Fort Myers, FL      | Boston Red Sox        |
| FCL Twins         | Fort Myers, FL      | Minnesota Twins       |

## Spelformat
Grundserien består av 55 matcher och varar från början av juni till slutet av augusti. Matcherna spelas måndagar till tisdagar och torsdagar till lördagar med speluppehåll på onsdagar och söndagar. Klubbarna spelar bara mot klubbarna i samma division.
Till slutspel går vinnarna av de tre divisionerna och den bästa tvåan (så kallad wild card), alltså totalt fyra klubbar. I semifinalerna möts klubben som var bäst under grundserien och klubben som var fjärde bäst respektive klubben som var näst bäst och klubben som var tredje bäst (oberoende av vilka klubbar som var divisionsvinnare och vilken som var wild card) i en enda avgörande match. Finalen spelas i ett bäst-av-tre-format.